# Bükkikum

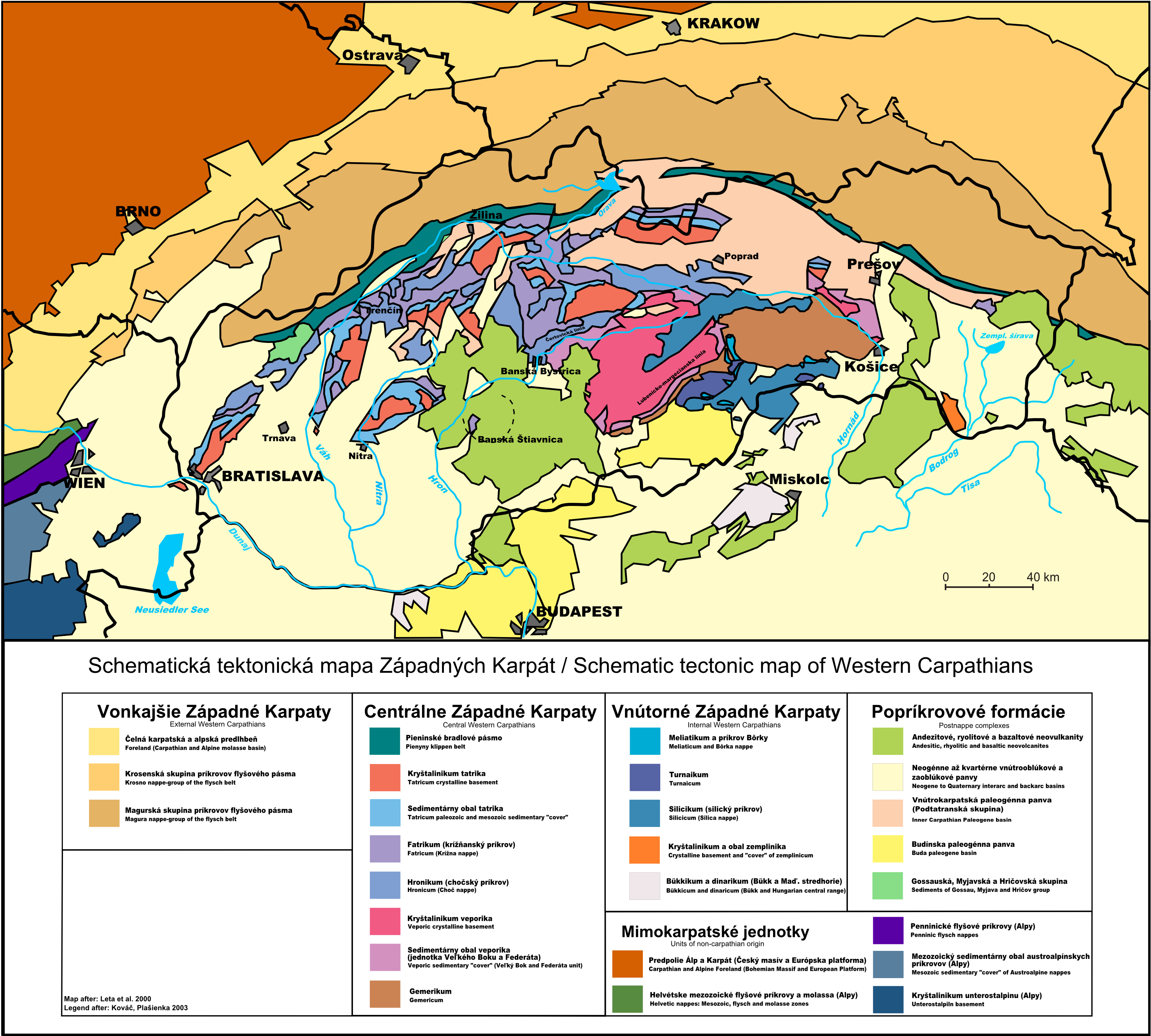
Tektonická mapa Západních Karpat

Bükkikum nebo bükkium je tektonická superjednotka Západních Karpat vystupující v maďarských pohořích Bükk, Szendrő, Uppony a Darnó.
Jednotka je pojmenována podle pohoří Bükk (Bukové hory) v severovýchodním Maďarsku. Termín definoval maďarský geolog László Csontos v roce 1988.
Bükkikum tvoří paleozoické a triasovo-jurské sedimentární horniny postižené alpinskou deformací a později slabou metamorfózou (facie zelených břidlic) během křídy. Sedimentární komplexy jsou faciálně blízké dinariku – hlavně v Karnských Alpách a Jadarském bloku. Podle současných předpokladů byly zavlečeny do stavby Karpat během miocenní rotace, kdy se oddělily od dinarid.
Někteří geologové řadí bükkium do bükkského pásma, které je součástí vnitřních Západních Karpat. Další ztotožňují oblast Vnitřních Západních Karpat s blokem Pelso.

## Stavba
Většina geologů interpretuje stavbu bükkika jako příkrovou, skládající se ze dvou částí. Svrchní strukturu tvoří 2 oddělená příkrovová tělesa, každá formující samostatnou jednotku Mónosbél-Szarvaskő a Kissfennsík a spodní Bükkský paraautochton.
Bükkský paraautochton (též fennsikum) má zvrásněnou, případně částečně násunovou stavbu. Na severu v antiklinoriu všeobecně vystupují starší horniny středního devonu po střední karbon. Tvoří je převážně platformní a pelagické karbonáty a klasické turbidity, břidlice a kontinentální uloženiny. Starší, možná ordovicko-silurské vulkano-sedimentární horniny jsou silně postiženy přeměnou. Nad nimi se nacházejí triasové až střednějurské mělkovodní karbonáty, hlavně vápence a dolomity. Místy se od anisu objevují metaandezity a ladinské vápenato-alkalické vulkanity. Nejmladší horniny představují pelagické jílovité břidlice, postižené slabou metamorfózou, jejichž stáří je nejasné. I kvůli neurčenému stáří sedimentů se předpokládá pokračování vrstevního sledu do příkrovových jednotek, které by proto mohly být autochtonní. Paraautochton tvoří v pohoří Bükk zvrásněný jižněvergentní imbrikovaný systém. V pohoří Szendrő však horniny vykazují opačnou vergenci.
Příkrovy Mónosbél-Szarvaskő jsou částečným ekvivalentem příkrovu Bátor. Jsou tvořeny rozčleněným ofiolitovým komplexem jurského stáří. Představují pozůstatky zaobloukové pánve, která se uzavřela po subdukci Meliatského oceánu.. Někteří vědci přivnávají příkrovové jednotky Mónosbél-Szarvaskő k meliatiku.
V pohoří Szendrő se nacházejí jen paleozoické horniny, které však neprošly výraznější metamorfózou, což naznačuje, že nebyly zahrnuty do hercynského orogénu. Přítomnost synorogénního flyše svrchněkarbonského stáří (pennsylvan), by proto mohla znamenat, že tato oblast tvořila předpolí hercynského horstva.
V pohoří Uppony jsou známy výskyty gosauských sedimentů svrchněkřídového stáří.
Dále na jihozápad od bükkika byly ve vrtech v podloží Panonské pánve v tzv. igalské zóně, mezi liniemi Darnó a středomaďarským zlomem, zaznamenány triasové karbonáty postižené slabou metamorfózou. Tato oblast může být přechodným členem mezi Karpaty a dinaridním pásmem ofiolitů.